# Pardosa enucleata
Pardosa enucleata är en spindelart som beskrevs av Roewer 1959. Pardosa enucleata ingår i släktet Pardosa och familjen vargspindlar. Inga underarter finns listade i Catalogue of Life.